# Xyrichtys bimaculatus
 Xyrichtys bimaculatus és una espècie de peix de la família dels làbrids i de l'ordre dels perciformes.

## Morfologia
Els mascles poden assolir els 28,5 cm de longitud total.

## Distribució geogràfica
Es troba al Mar Roig, Golf Pèrsic, Índia i l'est de Papua Nova Guinea.